# Leonardo Curzio
Leonardo Antonio Curzio Gutiérrez, conocido como Leonardo Curzio (Ciudad de México, 12 de septiembre de 1962), es un comunicador, académico y analista político mexicano. 
Desde 2018 es conductor del espacio radiofónico Leonardo Curzio en Fórmula en Radio Fórmula y del programa televisivo Así amanece de la cadena ADN40. Asimismo, es conductor en el programa Incursionando del Canal del Congreso (México) y articulista del diario El Universal, donde también pertenece al Consejo Editorial Consultivo.
Es investigador del Centro de Investigaciones sobre América del Norte de la Universidad Nacional Autónoma de México (UNAM) y, de acuerdo con la revista Líderes Mexicanos, es uno de los 300 líderes más influyentes en México.
Es autor de 10 libros, coautor de más de 40 y ha escrito diversos artículos científicos. Su título más reciente en 2024 es “El mejor país del mundo”.

## Datos biográficos
Leonardo Antonio Curzio Gutiérrez nació el 12 de septiembre de 1962 en la Ciudad de México. Es hijo de Leonardo Curzio y de María Teresa Gutiérrez. Desde muy joven se concentró en sus estudios e hizo carrera como becario en Francia, donde logró obtener su licenciatura y maestría en sociología política en la Universidad de Provenza. Posteriormente se doctoró en historia contemporánea por la Universidad de Valencia, y obtuvo una especialidad en pedagogía por el Ministerio de Educación y Ciencia, en España. A su regreso a México, en 1989, ingresó al ámbito académico como investigador del entonces Centro de Investigaciones Interdisciplinarias en Humanidades de la Universidad Nacional Autónoma de México (UNAM) y como profesor de ciencia política de la Universidad Iberoamericana. Se interesó en la comunicación, y a partir de mediados de la década de 1990, conforme los medios masivos se abrían al debate público plural, inició una intensa actividad periodística.[cita requerida]

## Trayectoria en medios
Como conductor y comentarista, ha cultivado el análisis político y también la entrevista. Ha realizado más de cinco mil entrevistas a presidentes, ministros, premios Nobel, rectores y embajadores, entre otras numerosas personalidades de la vida económica, política y cultural del mundo.[cita requerida]

### Radio
De febrero de 2000 a octubre de 2017, fue conductor de la Primera Emisión de Enfoque Noticias en NRM Comunicaciones, programa radiofónico que se transmitía por las estaciones Stereo Cien (100.1) en FM y Radio Mil (1000) en AM. Curzio renunció al programa el 4 de octubre del 2017, ya que aseguró que «le pidieron la renuncia de sus dos colaboradores: Ricardo Raphael y María Amparo Casar».
En enero de 2018 inició la conducción del programa Leonardo Curzio en Fórmula por la cadena Radio Fórmula.

### Televisión
Inició su presencia en 1995 como comentarista del noticiero Hechos de TV Azteca y desde 2002 hasta 2024 fue panelista del programa Primer Plano de Canal Once. Fue colaborador y analista en Uno TV y condujo el programa Lo tomas o lo dejas de Proyecto 40, junto con María Amparo Casar. Actualmente conduce por el canal ADN 40 el noticiario matutino Así Amanece.

### Prensa
Ha publicado artículos de opinión en periódicos como Excélsior, El Financiero y La Crónica de Hoy. Actualmente es articulista del diario El Universal así como miembro del Consejo Editorial Consultivo.

## Academia
En el ámbito científico y académico es investigador titular B del Centro de Investigaciones sobre América del Norte (CISAN)  de la Universidad Nacional Autónoma de México (UNAM) y miembro del Sistema Nacional de Investigadores (SNI). Sus líneas de investigación son la seguridad y gobernabilidad en América del Norte y la relación México - Estados Unidos. 
Es miembro del Consejo Académico del Instituto Mexicano de Estudios Estratégicos para la Seguridad y Defensa Nacionales (IMEESDN). 
Como profesor, ha impartido docencia en la UNAM, la Universidad Iberoamericana, la Universidad de las Américas, la Escuela Nacional de Antropología e Historia y ha sido profesor visitante de la Universidad de Valencia, España. Ha dado cátedra en el Centro de Estudios Superiores Navales y en el Colegio de la Defensa Nacional. Además, fue coordinador de la carrera de Ciencias Política en la UIA y ha coordinado más de 30 diplomados en análisis político y en estudios estratégicos.

## Premios y reconocimientos
Ha sido galardonado por el presidente de Italia con el "Premio Italia nel Mondo" (2007), fue ganador del Premio Nacional de Periodismo (2008) en la categoría de Periodismo Parlamentario de Servicio a la Sociedad que se transmite por Canal del Congreso en el XXXVIII Certamen Nacional de Periodismo. Fue elegido "Líder del Futuro" por la revista Líderes Mexicanos  en 1997 y desde 2011 a 2015, ha figurado en su lista de los 300 líderes  más influyentes de México.
El Consejo Nacional de Evaluación de la Política de Desarrollo Social (Coneval) y el INEGI lo han distinguido por el uso riguroso de la información en medios de comunicación (2015). La Comisión Nacional para el Conocimiento y Uso de la Biodiversidad y la Fundación Carlos Slim le otorgaron el reconocimiento especial Premios Naturalista (2015) y la Universidad del Valle de México (UVM) le otorgó el Premio al Comunicador Amigo de los Jóvenes (2015). Cuenta con el Reconocimiento al Mérito Docente en el Colegio de Defensa Nacional (2016) y con la Medalla al Mérito Naval Docente de la Secretaría de Marina (2017).
Fue condecorado por la República Francesa con el Grado de Caballero de la Legión de Honor (2021) y por la República Italiana con la Orden al Mérito en grado de Cavaliere (2023). Condecorado con la Medalla al Mérito por el Comité Ciudadano Promotor para la Conmemoración de los 500 años de la "Fundación de la Villa de Colima", por sus aportaciones al estudio de la historia contemporánea (2023).También recibió la Encomienda de la Orden de Isabel la Católica, otorgada por el Reino de España (2024), y en 2025 recibió el Reconocimiento "Amigo de la Marca España en México", otorgado por la Cámara Española de Comercio, A.C.

## Publicaciones
Entre sus publicaciones destacan: 
- Gobernabilidad, democracia y videopolítica en Tabasco, 1994-1999. México. Plaza y Valdés, 2000.
- Toma de decisiones. En: Las decisiones políticas, De la planeación a la acción. Coordinado por Tomás Miklos. Siglo XXI, 2000.
- Organized crime and political campaign finance in Mexico. En: Organized Crime and Democratic Governability. John J. Bailey, Roy Godson. University of Pittsburgh. 2001.
- La seguridad nacional en México y la relación con Estados Unidos. México, CISAN-UNAM, 2007.
- Introducción a la Ciencia Política. México, Oxford University Press, 2009.
- La competitividad de América del Norte y el modelo de integración. En: Cuadernos de América del Norte, vol. 13. Coordinación de Humanidades, UNAM, 2009.
- Dangerous liaisons: organized crime and political finance in Latin America and beyond. Estados Unidos de América. Brookings Institution. Editado por Kevin Casas-Zamora, 2013.
- La imagen de México.En: La política exterior de México: metas y obstáculos. Coordinado por Guadalupe González y Olga Pellicer. Siglo XXI, 2013.
- El TPP y la hegemonía de los Estados Unidos: el síndrome del declive y el dilema chino. En: El Acuerdo de Asociación Transpacífico: ¿bisagra o confrontación entre el Atlántico y el Pacífico? Coordinado por Arturo Oropeza, UNAM, Instituto de Investigaciones Jurídicas, 2013.
- La seguridad nacional de México: retos y perspectivas. Revista de Administración Pública, INAP, enero-abril, 2015.
- Orgullo y prejuicios. Reputación e Imagen de México, Miguel Ángel Porrúa, 2016.
- El Presidente. Las filias y fobias que definirán el futuro del país, Grijalbo, 2020, en coautoría con Aníbal Gutiérrez, obra en la que analizan el primer tramo del sexenio de AMLO.
- Nearshoring. La oportunidad de un nuevo desarrollo económico y social para México. (2024). (Coord. Arturo Oropeza García). México: UNAM.
- ¿Qué dejó el gobierno de López Obrador? (2024). (Coord. Octavio Rodríguez Araujo). México: Orfila Valentini.
- “Vecinos. México y E.U. en el siglo XXI”. CISAN-Turner. 2022.
- Su título más reciente es "El mejor país del mundo" en coautoría con Aníbal Gutiérrez (Grijalbo, 2024).